# ولسوالی کرخ
ولسوالی کَرُخ در ۳۵ کیلومتری شهر هرات موقعیت داشته که حدود اربعهٔ آن، از جانب شمال با ولسوالی‌های کُشک کهنه و کشک رباط سنگی، سمت جنوب ولسوالی پشت زیرغان و ولسوالی اوبه، شرق آن را ولایت بادغیس و غرب آن را ولسوالی انجیل محدود کرده‌است. این ولسوالی دارای حدود ۱۲۰٬۰۰۰ نفوس بوده و مساحت آن حدود ۲٬۰۱۰ کیلومتر مربع تخمین گردیده و دارای ۱۸۶ روستا می‌باشد. مردم این ولسوالی بیشتر از طریق کشاورزی و دامداری امرار معیشت می‌نمایند؛ اراضی زیر کشاورزی آبی درین ولسوالی ۲۲٬۹۰۵ هکتار و للمی ۱۹٬۴۴۹ هکتار می‌باشد. پیداروار مهم کشاورزی در ولسوالی کرخ عبارتند از: گندم، بادنجان رومی، کچالو، تنباکو، نخود و میوه‌جات. لازم به یادآوریست اینکه، معادن زغال سنگ سبزک و کچ خواجه جیر به اهمیت اقتصادی این ولسوالی افزوده‌است. ولسوالی کرخ از لحاظ آبادات تاریخی و موقعیت جغرافیایی از اهمیت ویژه‌ای برخوردار می‌باشد؛ می‌توان از: مسجد جامعه قریهٔ اسلام‌آباد (خلفای راشیدین)، مسجد جامعه بزرگ صوفی اسلام کرخ، مسجد بالا محله که بنام مسجد عمر بن خطاب یاد می‌شود، مسجد جامع قریهٔ پاشتان، غار خواجه محمد عباس که سابقهٔ صدها ساله دارند یاد آورده شد. این ولسوالی یکی از تفریحگاه‌های همگانی و خاص به ویژه شهروندان هرات بشمار می‌رود، که سالانه هزاران هموطن در فصل بهار به این ولسوالی در نکات تفریحی چون قلعهٔ شربت، آبگرمک و زیارت دهن‌غار از آب و هوای گوارا و معتدل و فضای سرسبز آن لذت می‌برند. همچنان این ولسوالی دارای ۳۲ باب مکتب پسرانه و دخترانه نیز می‌باشد. مرکز این ولسوالی کرخ است.